# Timothy E. Tarsney

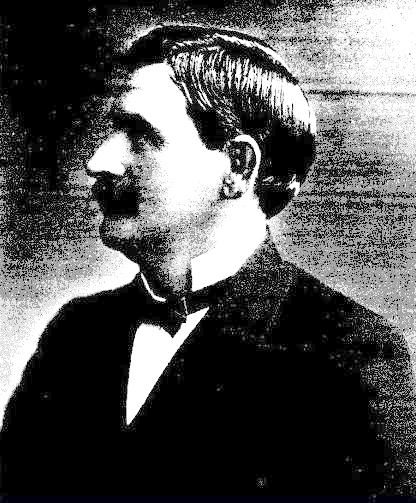
Timothy E. Tarsney

Timothy Edward Tarsney (* 4. Februar 1849 in Ransom, Hillsdale County, Michigan; † 8. Juni 1909 in Detroit, Michigan) war ein US-amerikanischer Politiker. Zwischen 1885 und 1889 vertrat er den Bundesstaat Michigan im US-Repräsentantenhaus.

## Werdegang
Timothy Tarsney besuchte die öffentlichen Schulen seiner Heimat. Während des Bürgerkrieges war er im von den Unionstruppen besetzten Tennessee zur Unterhaltung der Staatsstraßen eingesetzt. Danach ließ er sich in Saginaw nieder und arbeitete dort als Mechaniker bei einer Sägemühle. Im Jahr 1867 war er auch im Schiffsmaschinenbau tätig. Nach einem anschließenden Jurastudium an der University of Michigan in Ann Arbor und seiner im Jahr 1872 erfolgten Zulassung als Rechtsanwalt begann er in East Saginaw in seinem neuen Beruf zu praktizieren. 1873 war er Friedensrichter, von 1875 bis 1878 dann städtischer Richter in East Saginaw.
Politisch war Tarsney Mitglied der Demokratischen Partei. Im Jahr 1880 kandidierte er erstmals, aber noch erfolglos, für den Kongress. 1884 war er Delegierter zur Democratic National Convention in Chicago, auf der Grover Cleveland als Präsidentschaftskandidat nominiert wurde. Bei den Kongresswahlen des Jahres 1884 wurde Tarsney im achten Wahlbezirk von Michigan in das US-Repräsentantenhaus in Washington, D.C. gewählt, wo er am 4. März 1885 die Nachfolge von Roswell G. Horr antrat. Nach einer Wiederwahl – er besiegte Horr erneut – konnte er bis zum 3. März 1889 zwei Legislaturperioden im Kongress absolvieren. Bei den Wahlen des Jahres 1888 unterlag er dem Republikaner Aaron T. Bliss.
Im Jahr 1893 zog er nach Detroit, wo er als Anwalt arbeitete. Zwischen 1900 und 1908 war er auch als Berater dieser Stadt tätig. Timothy Tarsney starb am 8. Juni 1909 in Detroit und wurde in Saginaw beigesetzt.